# Chaoite
La chaoite è un minerale di origine meteoritica scoperto nel 1969 nel cratere di Nördlingen nella Baviera occidentale in Germania.. Il nome del minerale è stato attribuito in onore del geologo statunitense Edward C. T. Chao.

## Morfologia
La chaoite è stata scoperta sotto forma di sottili lamine spesse da 3 a 15 micrometri poste perpendicolarmente alla grafite.

## Origine e giacitura
La chaoite è stata scoperta in uno gneiss di grafite sottoposto a forte shock per un impatto meteoritico, si presenta alternata con strati di grafite.

## Località di ritrovamento
La chaoite è stata ritrovata nel Cratere di Nördlingen a Möttingen, Baviera (Germania) .